# Eureka O’Hara

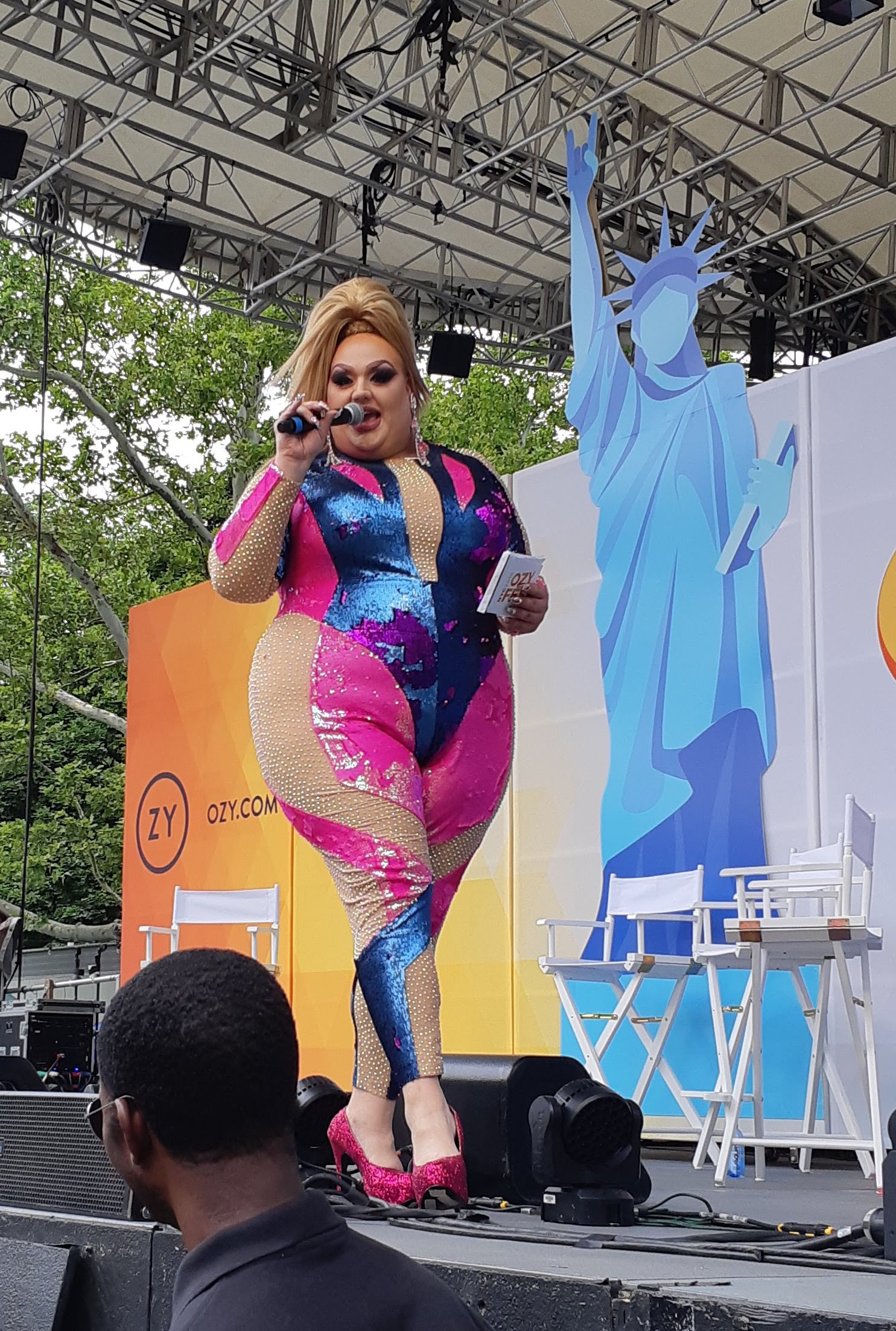
Eureka O’Hara bei einem Auftritt 2018

Eureka O’Hara (* 26. August 1990 in Johnson City, bürgerlich Eureka D. Huggard), häufig nur Eureka oder Eureka! genannt, ist eine US-amerikanische Dragqueen und Sängerin. Bekannt wurde sie durch ihre Teilnahmen an der neunten und zehnten Staffel von RuPaul’s Drag Race sowie der sechsten Staffel des Ablegers RuPaul’s Drag Race All Stars für ehemalige Teilnehmerinnen der Hauptserie. In den letzteren beiden erreichte O’Hara jeweils den zweiten Platz.

## Leben
Huggard wurde in Johnson City im US-Bundesstaat Tennessee geboren und wuchs dort auch auf. Ihr Künstlername Eureka O’Hara leitet sich sowohl von der phonetischen Ähnlichkeit zu Ulrike, dem Vornamen ihrer aus Deutschland stammender Mutter, als auch von Scarlett O’Hara der Hauptfigur in Vom Winde verweht, ab.
Im März 2017 brach Huggard wegen der Teilnahme an Drag Race ihr Studium in den Fächern Theaterwissenschaften, Massenkommunikation und Tanz an der East Tennessee State University ab.
Nach eigenen Angaben lebte Huggard etwa fünf Jahre lang als trans Frau, entschied sich aber für eine Detransition. Danach verstand sie sich einige Jahre lang nicht als männlich oder weiblich, sondern als gender neutral, eine nichtbinäre Geschlechtsidentität, beanspruchte aber nicht unbedingt, in geschlechtsneutraler Weise mit dem singularen Fürwort they bezeichnet zu werden, wie es bei nichtbinären Personen im englischsprachigen Raum üblich ist, sondern verwendete laut eigener Aussage alle Pronomen, ohne dabei eine Präferenz zu haben. Im Dezember 2022 verkündete sie in einem Interview mit der Zeitschrift People, sich Anfang des Jahres einer geschlechtsangleichenden Maßnahme unterzogen zu haben und sich nun erneut als trans Frau zu identifizieren. Bei Dreharbeiten lernte sie zwei trans Personen kennen, was sie dazu inspirierte, sich erneut mit ihrer eigenen Geschlechtsidentität zu befassen. Sie habe sich bereits als Kind weiblich gefühlt und daher im Alter von 18 Jahren zur ersten Transition entschieden. Allerdings sei sie von etlichen Personen, unter anderem ihren Eltern und Therapeuten, gefragt worden, ob sie tatsächlich eine Frau sei. Sie habe deswegen selbst ihre Identität angezweifelt und die Detransition durchgeführt. Die Identifizierung als nichtbinär habe sie zwar zufrieden gestellt, jedoch habe ihr stets etwas gefehlt. Ihr sei schließlich klar geworden, dass sie sich aus Angst nicht zu ihrer weiblichen Geschlechtsidentität bekennen wollte.
Ein Schwerpunkt Huggards bei Drag-Auftritten ist Body Positivity, weswegen sie sich den Spitznamen The Elephant Queen gab. Aus demselben Grund sei auch die Dragqueen Divine eine ihrer künstlerischen Inspirationen, die freimütig und selbstbewusst gewesen sei sowie mit ihrer Drag-Rolle persönliche Unsicherheiten aufgrund ihres Körperbaus überwinden konnte.

## Karriere

### Dragqueen
O’Hara trat in jungen Jahren regelmäßig in der Bar New Beginnings in Johnson City auf. Ihre drag mother, also eine Art Mentorin, ist Jacqueline St. James, die 1993 Siegerin beim nationalen Schönheitswettbewerb Miss Gay USofA at Large für Dragqueens mit korpulentem Körperbau wurde. 2012 wurde O’Hara bei einem Imitatorinnen-Wettbewerb der Organisation Don’t H8, die sich landesweit gegen Mobbing einsetzt, zur Miss Don’t H8 DIVA gekürt. Sie nahm in dieser Zeit auch an weiteren Drag-Schönheitswettbewerben teil.
Am 2. Februar 2017 wurde O’Hara zusammen mit 13 weiteren Dragqueens als Kandidatin der neunten Staffel von RuPaul’s Drag Race benannt. In der zweiten Episode erlitt sie während einer Challenge genannten Cheerleading-Aufgabe einen Kreuzbandriss. Infolgedessen wurde sie in der fünften Folge von RuPaul aus dem Wettbewerb genommen, um sich von der Verletzung vollständig erholen zu können.

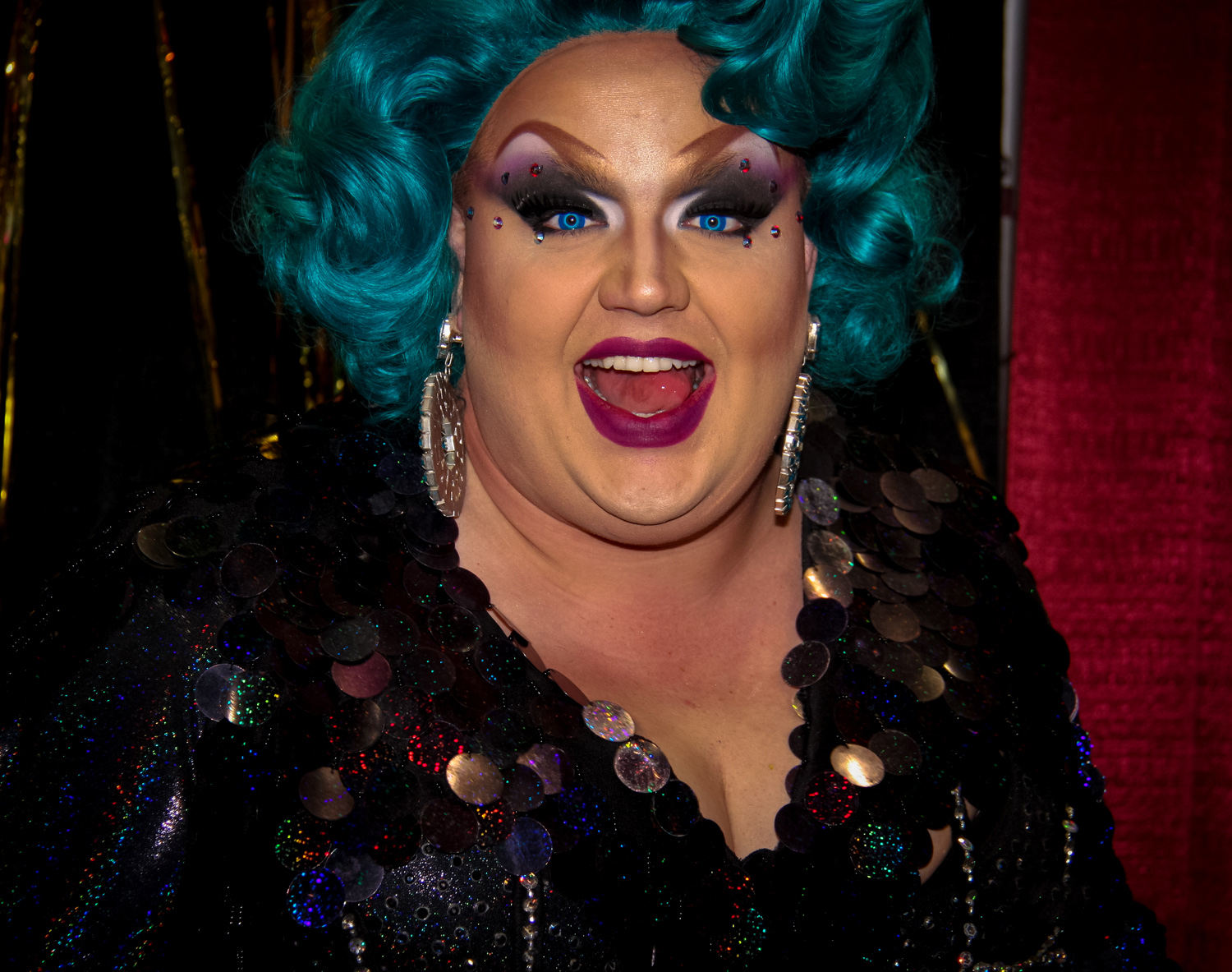
O’Hara auf der DragCon 2017

Nach einer einige Monate andauernden Physiotherapie nahm O’Hara an der zehnten Staffel von RuPaul’s Drag Race teil, die am 22. März 2018 startete. In der zweiten und neunten Episode befand sie sich unter den letzten Zwei und musste gegen die jeweils andere Teilnehmerin im Lipsync-Duell antreten. Durch ihre Siege verhinderte O’Hara ihr vorzeitiges Ausscheiden. Sie gewann zwei der elf Challenges. Das waren Schauspielern in einer Talkshow-Parodie sowie die Errichtung eines an die alljährliche Messe RuPaul’s DragCon LA angelehnten Drag-Stands vor Live-Publikum. O’Hara zog ins Finale am 28. Juni ein und erreichte gemeinsam mit ihrer Konkurrentin Kameron Michaels den zweiten Platz hinter Aquaria, nachdem sie zuvor gegen Letztere ein Unentschieden im Lipsync errang.
Im September 2018 richtete O’Hara den Schauspieler Zachary Quinto für die Webserie Drag Me des sich an LGBT-Personen richtenden Online-Magazins Them. als Dragqueen her. Am 7. Dezember war sie Teilnehmerin bei RuPaul’s Drag Race Holi-slay Spectacular, einer Weihnachts-Spezialfolge der Sendung, bei der ehemalige Kandidatinnen im Lipsync gegeneinander antraten. RuPaul erklärte alle zur Gewinnerin.
Von April 2020 bis Juli 2023 war O’Hara neben Bob the Drag Queen und Shangela Laquifa Wadley in der Serie We’re Here auf HBO zu sehen, in der die drei Bewohner von mehreren Kleinstädten auf die Teilnahme bei nächtlichen Drag-Wettbewerben vorbereiten.
Am 26. Mai 2021 wurde O’Hara neben zwölf weiteren Dragqueens als Teilnehmerin der sechsten Staffel von RuPaul’s Drag Race All Stars angekündigt. Das ist ein Ableger von Drag Race, an dem nur ehemalige Kandidatinnen teilnehmen. In der neunten Folge befand sie sich aufgrund einer Regeländerung, nach der nur die Challenge-Gewinnerin sicher weiterkam, unter den schwächsten Vier und wurde von der Mehrheit ihrer Konkurrentinnen aus dem Wettbewerb gewählt. Allerdings erhielt sie am Ende der Episode wie alle bis dahin ausgeschiedenen Kandidatinnen von RuPaul eine Chance, in der darauffolgenden Folge ihren Wiedereinstieg zu erspielen. Sie musste dazu einen Lipsync gegen die letzte verbliebene Teilnehmerin Silky Nutmeg Ganache bestreiten. Dessen Ausgang blieb zunächst offen, bis O’Hara in der elften Folge zurückkehrte. Sie gewann zudem die Challenge der Episode, das waren das Verfassen und Vortragen eines Monologs über ihre Drag-Karriere. Durch ihren Sieg zog O’Hara ins Staffelfinale ein. In diesem verlor sie den letzten Lipsync gegen Kylie Sonique Love und erreichte zusammen mit Ginger Minj und Ra’Jah O’Hara den zweiten Platz.
Am 26. Juni 2024 war O’Hara eine der neun offiziell vorgestellten Kandidatinnen der zweiten Staffel von Canada’s Drag Race: Canada vs. the World. Die Sendung ist ein Canada’s Drag Race-Ableger, an dem ehemalige Teilnehmerinnen von Drag Race-Versionen aus mehreren Ländern mitwirken. In der ersten Folge befand sich O’Hara unter den letzten Zwei, gewann jedoch den Lipsync und blieb im Wettbewerb. In der vierten Episode schied sie aufgrund ihres verlorenen Lipsync-Duells aus und erreichte den sechsten Platz. Im Staffelfinale wurde sie von den anderen Teilnehmerinnen zur Miss Congeniality gewählt. Den Titel erhält in Drag Race-Sendungen stets die nach Ansicht ihrer Mitstreiterinnen kollegialste Kandidatin.

### Sängerin
Am 21. April 2017, dem Tag ihres Drag Race-Ausscheidens, wurde O’Haras erste Single samt Musikvideo veröffentlicht. Body Positivity ist ein Duett von ihr mit dem US-amerikanischen Schauspieler und Musiker Adam Barta. Im Video kommen auch Charlie Hides und Cynthia Lee Fontaine vor, die ebenfalls an der neunten Staffel teilnahmen. Zwei Tage später brachte O’Hara die Solo-Single Stomp heraus.
Im März 2018 wurde eine Art „Fortsetzung“ von Body Positivity mit dem Titel Body Positivity (part ii: Electropoint) veröffentlicht, an der O’Hara und Barta erneut zusammenarbeiteten. Für die letzte Challenge der zehnten Staffel von RuPaul’s Drag Race wirkten Eureka O’Hara, Aquaria, Michaels und Asia O’Hara mit eigenen Versen an RuPauls Single American mit, die in den Dance/Electronic Songs den zwölften Platz erreichte. Am 28. Juni erschien O’Haras zweite Solo-Single The Big Girl. Im Juli verkörperte sie die Hauptrolle im Musikvideo zum Lied For You des Country-Interpreten Brandon Stansell. Im November wirkten O’Hara und ihre Kolleginnen sowie anderen ehemaligen Drag Race-Teilnehmerinnen Minj, Manila Luzon, Thorgy Thor und Trinity the Tuck am Lied Where My Man At des Indie-Sängers VELO mit.

## Filmografie (Auswahl)
- 2017: RuPaul’s Drag Race (Fernsehsendung, Teilnehmerin Staffel 9, verletzungsbedingt ausgeschieden)
- 2018: RuPaul’s Drag Race (Teilnehmerin Staffel 10, 2. Platz)
- 2018: RuPaul’s Drag Race Holi-slay Spectacular (Fernsehsendung, Teilnehmerin, Gewinnerin)
- 2018: Eureka’s a Poet and Didn’t Know It (Fernsehserie, auch Drehbuch, vier Episoden)
- 2019: RuPaul’s Drag Race (Gastauftritt Episode 11x1)
- 2020: AJ and the Queen (Fernsehserie, Episode 1x1)
- 2020–2022: We’re Here (Fernsehsendung, Moderation, 20 Folgen)
- 2021: RuPaul’s Drag Race All Stars (Fernsehsendung, Teilnehmerin Staffel 6, 2. Platz)
- 2021: American Horror Story: Double Feature (Fernsehserie, Episode 10x4)
- 2022: Love, Victor (Fernsehserie, Episode 3x5)
- 2022: RuPaul’s Secret Celebrity Drag Race (Fernsehsendung, Gastauftritt Episode 2x4)
- 2022: The L Word: Generation Q (Fernsehserie, Episode 3x6)
- 2024: Canada’s Drag Race: Canada vs. the World (Fernsehsendung, Teilnehmerin Staffel 2, 6. Platz)